# Raimondo II di Bigorre
Raimondo II (spagnolo Raimundo, francese Raymond, catalano Ramon, e occitano Raymund; verso la metà dell'XI secolo – 1080) fu conte di Bigorre dal 1077 fino alla sua morte.

## Origine
Raimondo, secondo la Histoire générale de Languedoc, tomus II, Genealogie des comtes de Carcassonne, de Razes et de Foix
era il figlio maschio primogenito del Conte di Bigorre, Bernardo II e di Clemenza, di cui non si conoscono gli ascendenti.

Bernardo di Bigorre, secondo la Histoire du Comté et de la Vicomté de Carcassonne, era il figlio primogenito del conte di Carcassonne e di Couserans, poi Conte di Foix, ed infine conte effettivo di Bigorre, Bernardo e della moglie, la Contessa di Bigorre, Garsenda di Bigorre che, secondo La Vasconie. Tables Généalogiques, era l'unica figlia del Conte di Bigorre, Garcia Arnaldo e della moglie, Riccarda, figlia del visconte di Astarac, Garcia Arnaldo.

## Biografia
Di Raimondo si hanno poche informazioni. Nel 1062, suo padre, Bernardo II, fece un pellegrinaggio a Notre-Dame du Puy-en-Velay, assieme a sua madre, Clemenza, che morì poco dopo.
Ancora secondo la La Vasconie. Tables Généalogiques, suo padre, Bernardo II, morì nella prima metà del 1077; Raimondo, figlio primogenito, gli succedette come Raimondo II. Raimondo governò la contea per circa tre anni; morì nel 1080; ancora secondo la La Vasconie. Tables Généalogiques, gli succedette la sorellastra, Beatrice, figlia di secondo letto di Bernardo II e di Stefania o Dolce.

## Discendenza
Di Raimondo non si conosce il nome di una eventuale moglie, né si hanno notizie di discendenti.